# Caryl Bergman
Pour les articles homonymes, voir Bergman.
Caryl Bergman (1912-2001) est une danseuse de comédie musicale et actrice américaine.

## Biographie
Ses parents sont des immigrants autrichiens. Son père est barbier. Pendant son enfance, Caryl suit des cours de danse et rêve de devenir danseuse. À l'âge de quatorze ans, elle ment sur son âge pour rejoindre le chœur des Ziegfeld Follies. Elle est choisie pour la comédie musicale de Broadway Rosalie avec Marilyn Miller. et devient la doublure et une amie proche de Marilyn. Earl Carroll (en) lui propose un emploi dans son show. Caryl refuse parce qu'elle est fidèle à Florenz Ziegfeld . En 1929, elle joue dans le court métrage Vitaphone Hello Thar de Murray Roth avec Eddie Buzzell et Clay Clement. Puis elle apparait dans les comédies musicales de Broadway Show Girl et Sweet Adeline,,. Elle joue le rôle de Penelope dans Through the Years en janvier 1932,. Caryl Bergman joue le rôle principal dans une reprise de Sally (en). 
Elle se rend en Europe en 1933 où elle se produit dans les boîtes de nuit de Londres et de Paris. Caryl emmène son pélican de compagnie avec elle partout où elle voyage. Un soir, elle danse pour le Prince de Galles et Wallis Simpson.
Elle retourne à New York en 1934. Caryl continue à travailler pour le théâtre et écrit un roman intitulé Dance On, Tsgigane.  
Elle partage l'intérêt de son mari pour les livres rares et la philanthropie. Au cours des années 1960, elle devient une militante et publie des publicités appelant à soutenir les droits civiques. Puis elle déménage à Palm Beach, en Floride, et ouvre sa propre galerie d'art. 
Elle est décédée en 2001 à l'âge de 88 ans.

## Vie privée
En 1934, elle commence à sortir avec le millionnaire Herman Muehlstein (1879–1962) qu'elle épouse en mai 1945. Ils sont restés ensemble jusqu'à la mort d'Herman en 1962. 
Puis, Caryl commence à sortir avec Bertrand Castelli (en), un écrivain français.

## Iconographie
Caryl Bergman a été photographiée par Alfred Cheney Johnston qui a travaillé pour Florenz Ziegfeld pendant plus de 15 ans, prenant principalement des photographies publicitaires et promotionnelles des interprètes des Ziegfeld Follies. Les photos de nues, découvertes après la mort de Johnston, n'ont pas été publiés dans les années 1920.